# 彭西爾布拉夫 (阿肯色州)
彭西爾布拉夫（英語：Pencil Bluff）是位於美國阿肯色州蒙哥馬利縣的一個非建制地區。該地的面積和人口皆未知。

## 地理
彭西爾布拉夫的座標為34°37′47″N 93°44′04″W / 34.62972°N 93.73444°W，而該地的平均海拔高度為228米（即748英尺）。